# Peruanische Literatur
Die peruanische Literatur ist die Literatur Perus in (überwiegend) spanischer Sprache und damit ein Bestandteil der hispanoamerikanischen Literatur. Sie gehört zu den Literaturen Lateinamerikas, von deren neueren Vertreter nur wenige, vor allem aber der Nobelpreisträger von 2010 Mario Vargas Llosa, in Deutschland bekannt wurden. Zur Literatur Perus zählt auch die spanischsprachige Literatur der spanischen Vizekönigreiche Neu-Kastilien und Peru, jedoch ohne die Literaturen der bis zur Unabhängigkeit Perus von den Vizekönigreichen abgetrennten Gebiete wie Chile, Kolumbien, Bolivien und Ecuador.
Lima war zur Kolonialzeit lange das intellektuelle Zentrum des gesamten spanischsprachigen Südamerika. In der frühen Kolonialzeit wurden auch Werke in der wichtigsten Sprache der indigenen Bevölkerung, dem Quechua, publiziert. Diese erfuhr wie das Aymara im 20. Jahrhundert, vor allem aber seit der Jahrtausendwende eine Renaissance. Da Quechua-Literatur in mehreren Dialekten auch in anderen Andenländern entsteht, wird sie hier nur am Rande, aber in einem gesonderten Artikel umfassend behandelt.

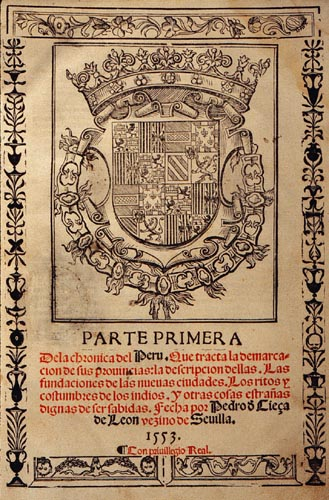
Titelseite der Crónica del Perú (1553) von Pedro Cieza de León. Weitere Teile wurden erst im 19. und 20. Jahrhundert veröffentlicht.

## Die Zeit des Vizekönigreichs
Im schriftlosen Inka-Reich gab es Chronisten und Epensänger, die ihre Texte mündlich tradierten. Außerdem existierten viele lyrische Gattungen wie Hymnen, Liebes- und Tanzlieder, erotische Lieder und Burlesken sowie Formen des Theaters, die aber erst seit dem 17./18. Jahrhundert unter erkennbarem spanischen Einfluss aufgezeichnet wurden. Die Heldenepen der Inka wie das über die Brüder Ayar sind nur rudimentär überliefert.
In der frühen Phase nach der spanischen Conquista entstanden apologetische Chroniken, die die Eroberung rechtfertigen sollten; später zeigte sich ein gewisses Verständnis für die Hochkultur der Inka, so in der monumentalen Crónica del Perú (1553) von Pedro Cieza de León (1518(?)–1554), der den Prozess der Kolonisierung und Christianisierung der Landes sorgfältig registrierte. Auch der Inkafürst Titu Cusi Yupanqui, bis zu seinem Tode Herrscher eines kleinen Restreichs seines Volkes, verfasste 1570 eine Chronik der spanischen Eroberung, in der er sich bei König Philipp I. über die Eroberung des Reiches seiner Vorfahren durch die Spanier beklagt.

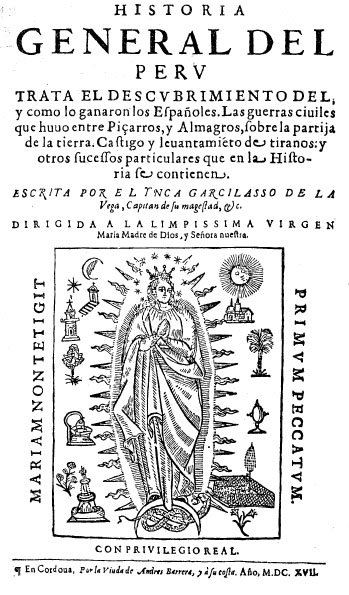
Historia general del Perú (1617) von Inca Garcilaso de la Vega

Seit Ende des 16. Jahrhunderts stand jedoch der Zweck der Bekehrung im Vordergrund der Berichte, verbunden mit der Kritik an den „barbarischen“ Sitten der Inka (Menschenopfer, dynastischer Inzest). Ein zum großen Teil mestizischer Klerus transformierte Quechua-Texte zu Zwecken der moralischen Belehrung und Missionierung ins Religiöse; dabei entstanden auch neue Theaterstücke in dieser Sprache. Eines der ältesten Werke der peruanischen Literatur wie der Quechua-Literatur insgesamt ist Apu Ollantay, ein Drama, dessen mündliche Überlieferung in die Zeit der Inka zurückreicht und das in der Kolonialzeit in der Quechua-Sprache aufgeschrieben wurde. Es wurde 1857 zuerst gedruckt und erschien schon 1876 in deutscher Übersetzung.
Ein Chronist war Inca Garcilaso de la Vega, Sohn eines spanischen Konquistadoren und einer Inka-Prinzessin, der des Quechua mächtig war, aber sich auch als guter Stilist der spanischen Sprache erwies. Er ging 1560 nach Spanien und veröffentlichte 1590 La traducción de los tres Diálogos de Amor de León Hebreo, eine Adaption des Dialoghi d'Amore von Leone Ebreo. 1592 erschienen La Florida del Inca und 1609 die Comentarios reales (dt. Königliche Kommentare), die als früher Ausdruck einer kulturellen mestizaje gelten können. Er benutzte spanische wie mündliche indigene Quellen und sah die Conquista als Vollendung der von den Inkas erfolgreich begonnenen Kulturentwicklung an; diese hätten die barbarischen Indios der Vor-Inka-Zeit gezähmt. Postum erschien 1617 die Fortsetzung Historia general del Perú, die sich ausführlich mit der Hinrichtung des Inka-Königs Atawallpa durch Francisco Pizarro beschäftigt. Für ihn scheinen vor allem Verständigungsprobleme zu einer Eskalation geführt zu haben, in deren Folge Atawallpa, den er außerdem für einen illegitimen Bastard hält, getötet wurde. Er bleibt bei seiner Einschätzung, dass die Vergangenheit der Inkas, die er als Vorläufer der Spanier betrachtet, mit dem christlichen Glauben der Spanier eine zukunftsweisende Verbindung in Form einer neuen Zivilisation eingehen könne. So berichtet er – wohl wissend, dass viele Konquistadoren wie Pizarro Analphabeten waren – über die kulturellen Leistungen seiner mütterlichen Vorfahren von der Medizin und Mathematik bis hin zu Dichtung und Agrartechnik. Die Darstellung trug dem Autor hohe Anerkennung ein; er gilt als einer der frühesten Theoretiker und Verfechter der lateinamerikanischen Kultursynthese. Die Anekdoten am Schluss sind zugleich frühe Beispiele für die Literarisierung der Chroniken.
Diese Bildungsvoraussetzungen fehlten dem hispanisierten Indio Felipe Guaman Poma (Waman Puma de Ayala), der aus der Perspektive des Adligen eines von den Inka unterworfenen Stammes und zugleich aus christlicher, aber antiklerikaler Sicht seine Nueva crónica y buen gobierno (1615, gedruckt erst 1936) im Umfang von fast 1200 Blättern verfasste und mit eigenhändigen Illustrationen versah. Die Chronik enthält viele, offenbar durch eigene Reisen untermauerte historische und ethnographische Informationen und liefert ein gutes Bild der Struktur der Kolonialgesellschaft. Sie endet mit beschwörenden Appellen an den fernen König Philipp III:, das System der Zwangsarbeit und Unterdrückung abzustellen und empfiehlt als Mittel dagegen die Rassentrennung.

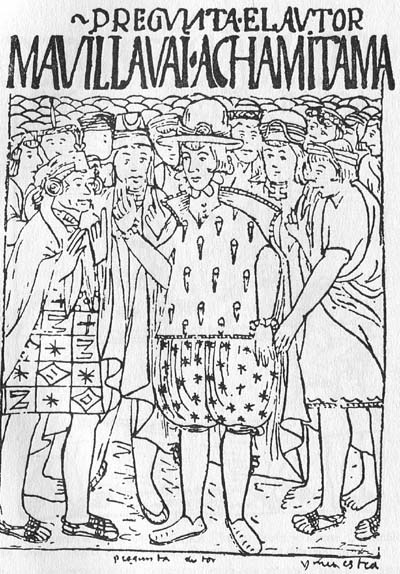
Waman Puma de Ayala: Selbstporträt beim Aufzeichnen von Geschichten der Bewohner Perus aus verschiedenen Regionen und Bevölkerungsschichten

Lima, wo schon 1551 eine Universität – die heutige Universidad Nacional Mayor de San Marcos – gegründet wurde, entwickelte sich Ende des 16. Jahrhunderts neben Mexiko-Stadt zum wichtigsten Zentrum der Dichtung in den spanischen Kolonien. Sowohl am Hofe des Vizekönigs als auch in den Ordensgemeinschaften entstanden vielfältige literarische Aktivitäten. Peru verfügte bereits 1582 über eine eigene Druckerei (zum Vergleich: Bogotá erst 1738). Hier erreichte die Literarisierung der Chroniken einen Höhepunkt vor allem im Vergleich zu den unerschlossenen Randgebieten des Reiches, aus denen vor allem Reiseberichte stammten. Das barocke Lima folgte „bedingungslos dem gongoristischen Stildiktat“. Diese Phase brachte vor allem geistliche Dichtungen hervor, so die auf Predigten und Dramen des aus einer Indiofamilie stammenden Geistlichen Juan de Espinosa Medrano, der den Gongorismus verteidigte, um zu zeigen, dass die Kolonien nicht hinter dem Mutterland zurückstanden, wobei er freilich übersah, dass dieses in poetologischer Hinsicht in Europa keine Führungsfunktion mehr beanspruchen konnte. Seine Dramen waren durch den Einfluss Calderóns geprägt. Außerdem entstanden gongoristische Epen, bukolische sowie religiöse Lyrik, Fronleichnamsspiele und Satiren, deren Verständnis freilich durch die umständliche Ausdrucksweise erschwert wurde.
Während im frühen 18. Jahrhundert die Bedeutung des Quechua zurückging, entwickelte sich eine kreolische Literatur, die nicht mehr in erster Linie aus religiösen oder ethnologischen Texten und Chroniken bestand. Als Vorläufer des Costumbrismo peruano nach spanischem Vorbild, also einer regional orientierten, Sitten und Gebräuche spiegelnden Literatur kann Pedro Peralta y Barnuevo (1664–1743) gelten. In seinem 1732 publizierten Gründungsepos von Lima zeigen sich bereits französisch-rationalistische (neoklassizistische) Einflüsse. So finden sich bei Pedro de Peralta Barnuevo Anklänge an Corneille; außerdem adaptiert er Werke von Molière. Das nach 1761 vom Regenten besonders geförderte Theater Limas öffnete sich den französischen Einflüssen noch weiter. Doch hatte die Aufklärung in den abgelegenen Andenländern einen schwereren Stand als etwa in Argentinien, wo sich Buenos Aires mit seinen engen Handelskontakten nach Europa als geistiges Zentrum der Aufklärung etablierte.

## 19. Jahrhundert
1821 räumte der Vizekönig vor den heranziehenden Truppen Simón Bolívars seine Hauptstadt Lima. Peru war kaum auf die Unabhängigkeit vorbereitet; seine Grenzziehung wurde erst in blutigen Konflikten mit den Nachbarländern festgelegt, die sich bis in die 1880er Jahre hinzogen.
Ein wichtiger Vertreter der peruanischen Emanzipationsliteratur war Joaquín de Olmedo, der (Mit-)Schöpfer des Bolívar-Kultes, ein früher Vertreter frühromantischer Lyrik Mariano Melgar.

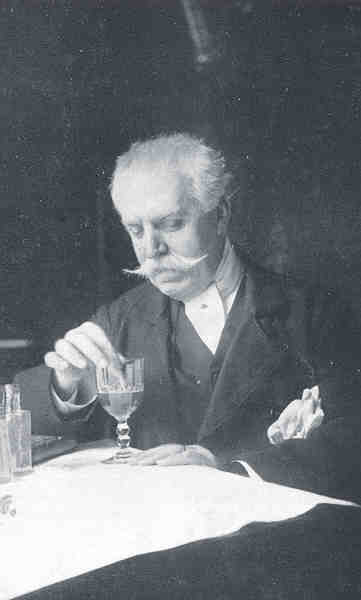
González Prada (1915)

Der Costumbrismo, die erste Manifestation einer peruanischen Nationalliteratur, beginnt mit dem aristokratischen Gegner der Unabhängigkeit José Joaquín de Larriva y Ruiz (1780–1832), der durch Elogen, Satiren, Komödien und Artikel populär wurde. Der Dramatiker und Satiriker Felipe Pardo y Aliaga (1808–1868), als Konservativer ebenfalls ein Gegner Bolívars und zeitweise im spanischen Exil, setzte ebenso wie Manuel Ascensio Segura die costumbristische Tradition mit ihrer Kritik der Rückständigkeit und Ineffizienz der Verwaltung fort. Lima hatte längst seinen kulturellen Vorsprung gegenüber anderen lateinamerikanischen Regionen verloren, weil es zu lange im Schatten der höfischen Kultur gelebt hatte. Das Land stagnierte auch in wirtschaftlicher Hinsicht durch den Rückgang des Bergbaus und erlebte nur einen kurzen Boom durch den Guano-Eport 1850–1880.

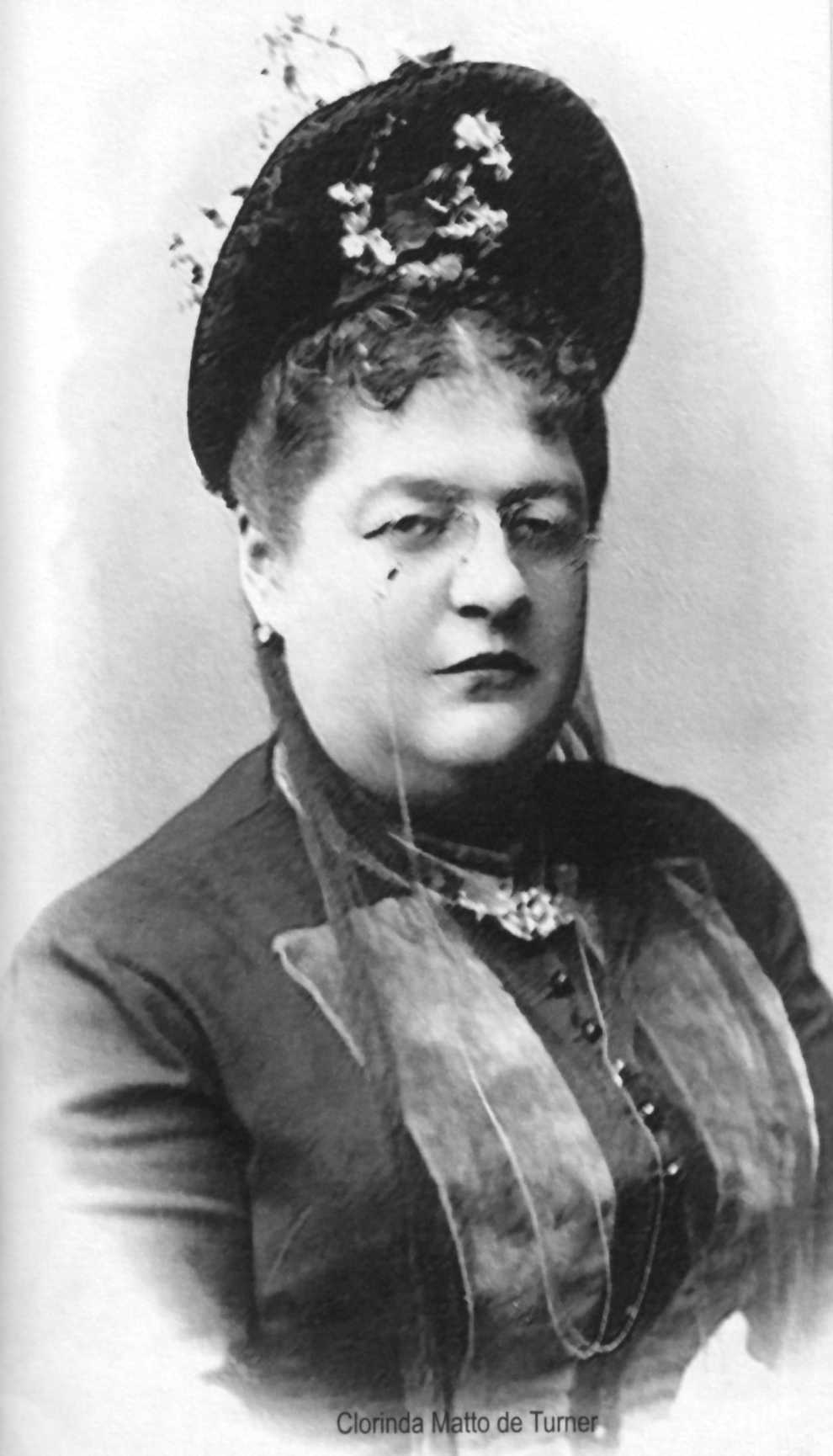
Clorinda Matto de Turner

Ricardo Palma schuf im 19. Jahrhundert mit seinen volkstümlichen Tradiciones eine als Zeugnis einer liberalen kreolischen Mittelschicht gewertete Literaturgattung im Kontext des romantischen Historismus, eine Mischung aus Fiktion und Geschichte, die die costumbristische Selbstbeschränkung auf die unmittelbare Gegenwart überwindet, jedoch einem traditionellen, ja antiquierten Stil verhaftet bleibt. Die in Argentinien geborene Vorläuferin der feministischen Bewegung Juana Manuela Gorriti wird auch zu den peruanischen Autorinnen gezählt. Sie lebte seit den 1840er Jahren lange in Lima, wo sie ihre ersten Prosatexte veröffentlichte. Ihre Erzählungen enthalten autobiographische, romantische und phantastische Elemente.
Der peruanische Modernismo setzte mit seinem frühen Gedicht Al amor von Manuel González Prada ein, das 1867 in der Zeitung El Comercio veröffentlicht wurde. González Prada, Sohn einer Aristokratenfamilie aus Lima, radikaler Kritiker des Klerus und des fortdauernden spanischen Einflusses auf Lateinamerika, exkommunizierter Positivist und Anarchist, der lange in Europa lebte, beeinflusste zahlreiche andere peruanische Autoren. Dies gilt vor allem für Clorinda Matto de Turner, deren Romane auch von der Kultur der Inka geprägt sind. Ihr Werk gilt als Startpunkt der indigenistischen Literatur in Lateinamerika, in der Probleme der indigenen Bevölkerung im Mittelpunkt stehen. Als bürgerliche Frauenrechtlerin ging sie 1895 ins Exil nach Argentinien. Von González Prada, vom Positivismus und europäischen Realismus beeinflusst war auch das Werk der frühen Feministin Mercedes Cabello de Carbonera.
Nach dem verlorenen Salpeterkrieg und anschließenden ethnischen Unruhen wuchs der Wunsch nach einer Zivilregierung, die die sozialen Realitäten anerkennen und die Spaltung des Landes zwischen Küsten- und Gebirgsbevölkerung aufheben sollte. Ein gesellschaftlich stabilisierende Rolle spielte dabei der Positivismus, dessen Einfluss seit 1880 in ganz Lateinamerika spürbar war und mit dessen Hilfe man den Einfluss von Mystizismus und Religion eindämmen wollte. Diese antireligiöse Bewegung führte jedoch zu einer Abwertung der indigenen Kultur und der Quechua-Sprache. An die Stelle des Costumbrismo trat die Orientierung an europäischen Vorbildern in Frankreich und England, bis Hispanoamerika mit der Bewegung des Modernismo erstmals literarische Maßstäbe auch für das Mutterland setzte.

## 20. Jahrhundert

### Bis 1920: Modernismo
Der Modernismo dominierte allerdings in Peru nie vollständig. Zwar von Rubén Darío und Europa beeinflusst, aber regional tief verwurzelt in seiner Wahlheimat, der in der Wüste gelegenen Küstenstadt Pisco, war der escritor provinciano Abraham Valdelomar, der in den unterschiedlichsten Genres und auch in der Lyrik zuhause war. Als sein Meisterwerk gilt die Erzählung El caballero Carmelo (1913). Die Bewegung des Post-Modernismo, zu der er sich zählte, kritisierte den übertriebenen Hispanismus der Modernisten, reinigte die Sprache von dekorativen Elementen und wandte sich verstärkt historischen und Alltagsthemen zu.
Für den gesamten spanischen Sprachbereich der 1920er- und 1930er-Jahre prägend waren die Werke des avantgardistischen Lyrikers, Prisa- und Theaterautors César Vallejo, eines der bedeutendsten Dichter Lateinamerikas. Eine erste Überschreitung des Modernismus stellte seine Gedichtsammlung Los heraldos negros (1919) dar, das eine Krise des lyrischen Ich anzeigt. Weithin bekannt wurde sein Werk Trilce, das erstmals 1922 erschien. Der Mestize Vallejo erfasst in eindrucksvoller Weise das Verhältnis der Indios zu ihrer unwirtlichen andinen Umwelt, das beispielhaft für universelle menschliche Ängste steht. Aufgrund politischer Verfolgung ging er nach Europa, wo er die Spanische Republik unterstützte.

### 1920–1970: Indigenismo und Realismus

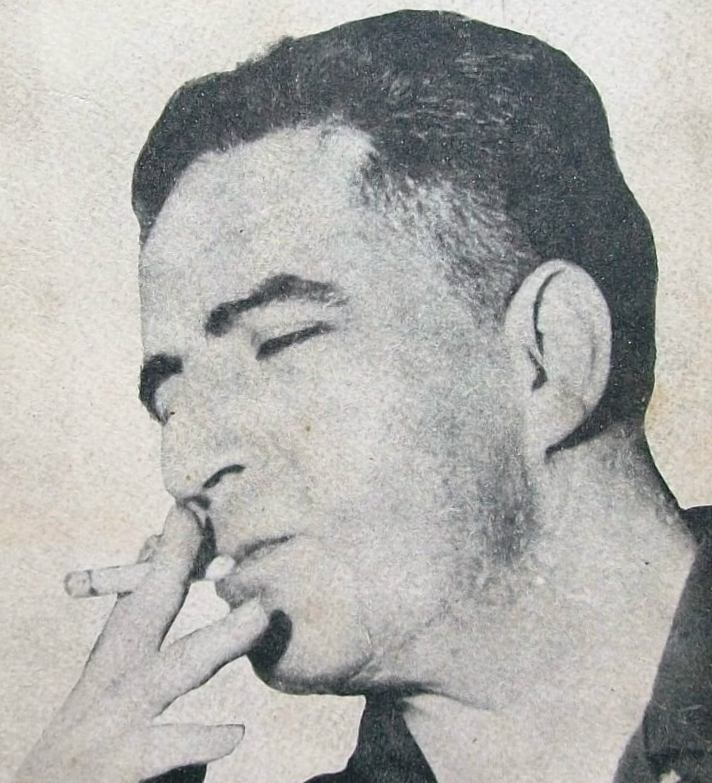
Ciro Alegría

Etwa zur gleichen Zeit setzte die Renaissance der Quechua-Literatur ein, die auf volkstümliche Traditionen zurückgriff. Inocencio Mamani verfasste in den 1920er- und 1930er-Jahren die ersten Dramen mit in der Gegenwart spielender Handlung in Quechua.
Auch in der spanischsprachigen peruanischen Literatur vollzog sich ein Wandel vom paternalistischen indianismo zum indigenismo: Dessen lokale Variante, der sog. andinismo, der in Puno am Titicacasee entstand und mit dem romantischen Costumbrismo nichts mehr zu tun hatte, erzählt von der Landschaft, dem Alltagsleben und der Mentalität der Indigenen. Zum Theoretiker der Bestrebungen, die Widerstandskraft der indigenen Andenbewohner gegen das Kolonialismus und Imperialismus zu stärken, wurde der in Europa kaum bekannte José Carlos Mariátegui, der selbst noch die maoistischen Guerillas beeinflusste.
Der wichtigste peruanische Autor des Indigenismo in der Zeit nach der Weltwirtschaftskrise, die die Kleinbauern besonders hart traf, war Ciro Alegría. Neben dem Ecuadorianer Jorge Icaza zählt er zu den Begründern des indigenistischen Romans, der den europäischen Fortschrittsglauben hinterfragt. Alegria, selbst Enkel eines Großgrundbesitzers, setzte sich in seinen Werken für die unterdrückte Landbevölkerung ein, wurde unter der Diktatur 1930/31 inhaftiert, dadurch dauerhaft gesundheitlich geschädigt und musste 1934 nach Chile emigrieren. Dort erschien 1935 La serpiente de oro, ein Roman über einen Ingenieur, der das Land der Hochlandindios „kultivieren“ will (Alegría hatte selbst auf dem Bau gearbeitet). Ebenfalls in Chile erschien 1941 sein Hauptwerk El mundo es ancho y ajeno (1945 in deutscher Übersetzung als Taita Rumi in Zürich erschienen), womit er internationale Aufmerksamkeit erzielte. Während des Krieges arbeitete er in den USA, dann in Puerto Rico und Kuba. Erst 1957 kehrte er nach Peru zurück, wo seine Bücher lange Zeit nicht verbreitet werden durften. Wegen seines Eintretens für die Indios wurde er als Faschist oder Kommunist geächtet. Auch Vorlesungen im Rundfunk wurden ihm verboten. Schließlich zog er „wie ein Hausierer oder Wanderprediger durch die Dörfer“ und las auf Marktplätzen vor.

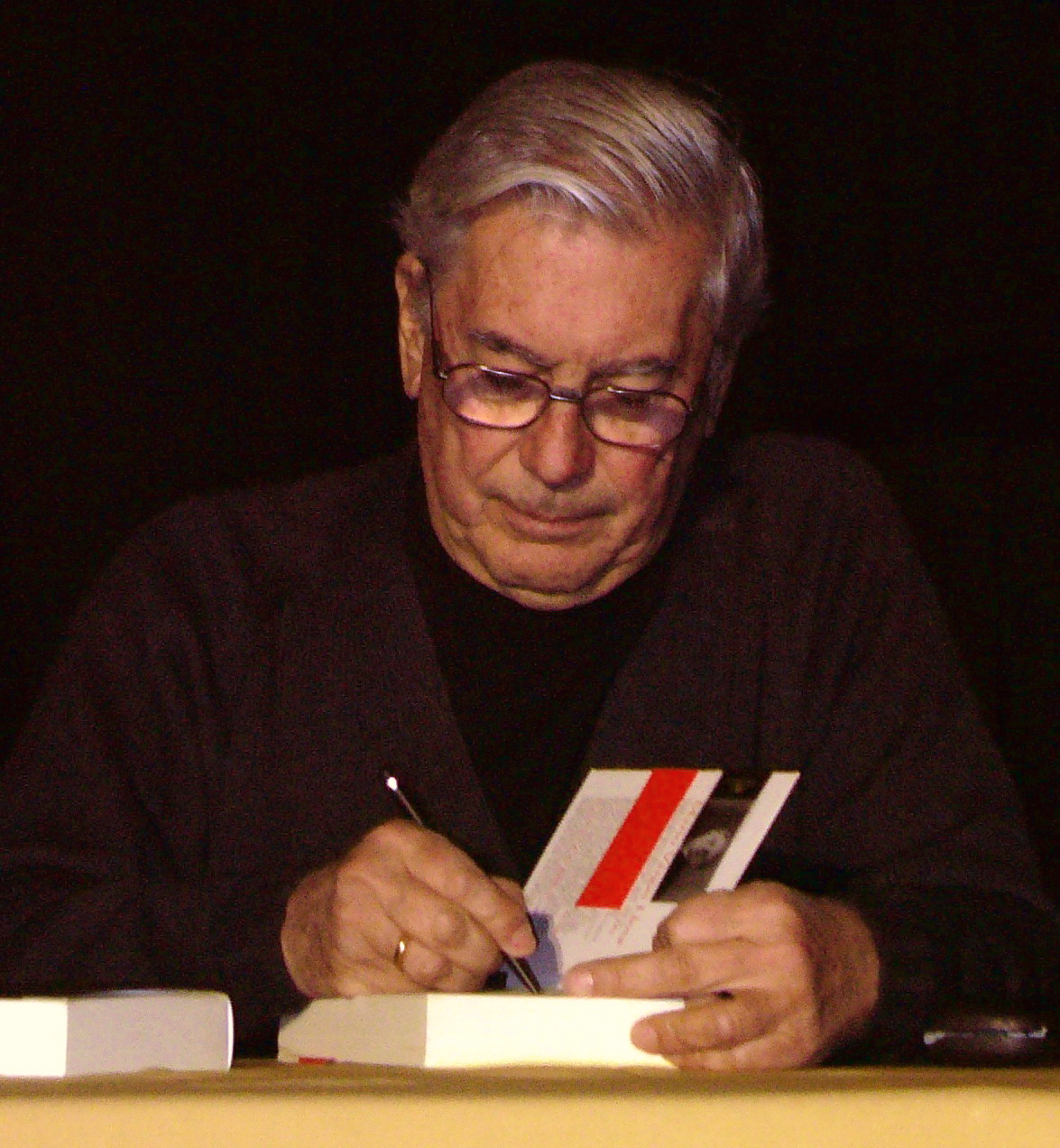
Mario Vargas Llosa

Die Autoren der generación del 50 musste sich nach dem Zweiten Weltkrieg mit Urbanisierung, Landflucht und der Militärdiktatur von 1948 bis 1956 auseinandersetzen. Zu ihr gehören Manuel Scorza mit dem Typus der novela indigenista, und der in seinem Frühwerk von Kafka beeinflusste Julio Ramón Ribeyro (Crónica de San Gabriel, dt. „Im Tal von San Gabriel“, 1960; Los geniecillos dominicales, 1965), der den Marginalisierten in den Slums eine Stimme gab.
Ein bedeutender Vertreter des indigenismo und Kenner der Kultur der Quechua war der zweisprachig aufgewachsene Anthropologe José María Arguedas. Schauplatz seiner Erzählungen ist die Provinz Lucana im Andenhochland. 1935 erschien sein erster Erzählungsband Agua („Wasser“). Sein wichtigster Roman Los ríos profundos (1958; dt.: „Die tiefen Flüsse“) handelt von einem Jugendlichen, der sich in den 1920er Jahren auf dem Lande zwischen der Welt der Großgrundbesitzer und dem dörflichen Leben der Indios hin- und hergerissen fühlt. Auch in El zorro de arriba y el zorro de abajo (postum 1971, dt.: „Der Fuchs von oben und der Fuchs von unten“, 2019) reflektiert er den Kulturkonflikt zwischen dem indianischen Hochland und dem Leben in einem sich hektisch urbanisierenden Fischerdorf an der Küste. Er zeigt, wie sich der Zauber der Mythen der Quechua angesichts der Lebensrealität der Zuwanderer in den Küstenstädten rasch verflüchtigt und verbindet dies mit Reflexionen über den eigenen Tod. Arguedas übersetzte auch 1966 das jahrhundertelang unbeachtete Huarochirí-Manuskript aus dem Quechua ins Spanische.
Zur Generation der 50er werden auch die weniger bekannten Erzähler Guillermo Bellido Yábar (1926–2012), Zeitungsherausgeber und Abgeordneter in Cusco, Rubén Sueldo Guevara (1926– ), Literaturdozent an der Universität Cusco, und Felipe Buendía (1927–2002) gezählt, die sich mit den Themen bedrohter und fragmentierter Identität im Modernisierungsprozess der Städte und der Figur des Doppelgängers befassten.
Oswaldo Reynoso (1931–2016), vor allem als Lyriker bekannt, traf in der Erzählung Los inocentes (1961) erstmals den Ton der städtischen Jugend.
Der überragende Vertreter der auch von der US-amerikanischen Literatur (vor allem von William Faulkner) beeinflussten generación del 50 ist jedoch der Romancier und Essayist Mario Vargas Llosa, der 1996 den Friedenspreis des deutschen Buchhandels und 2010 den Nobelpreis für Literatur erhielt und mit zum Boom lateinamerikanischer Literatur in Europa beitrug. Seine frühen Arbeiten spiegeln seine Erfahrungen mit Machismo, Korruption und Autoritarismus, die er in der Kadettenanstalt selbst erlebt hat. Sein realistisches Erzählwerk gewährt tiefe und präzise, historisch fundierte Einblicke in die Antagonismen der peruanischen Gesellschaft. Mit seinem multiperspektivischen Erzählstil zeichnet er ein Panoptikum Perus.
Wolfgang A. Luchting kommt in der Einleitung zu seiner 1968 erschienenen Anthologie peruanischer Literatur dieser Blütezeit (in der über 50 Prozent der Bevölkerung noch Analphabeten waren), zu folgender Antwort auf die Frage, wie dort diese Literatur gedeihen konnte: „In Peru ist der Kompost die Wut.“

### 1970–2000 Erste Experimente und Diversifizierung der literarischen Themen und Formate
Die folgende Generación del 70 wandte sich von der Erzählung ab und noch stärker der Lyrik zu. Zu den stark politisierten, von der kubanischen Revolution beeinflussten Lyrikern der generación del 60 zählen Javier Heraud, der 1963 als Guerillakämpfer getötet wurde, César Calvo (1940–2000), Antonio Cillóniz (Verso vulgar, 1968), Manuel Morales (Poemas de entrecasa, 1969), ferner der von der japanischen Lyrik und vom französischen Symbolismus beeinflusste José Watanabe (Álbum de familia, 1971) und Abelardo Sánchez León.

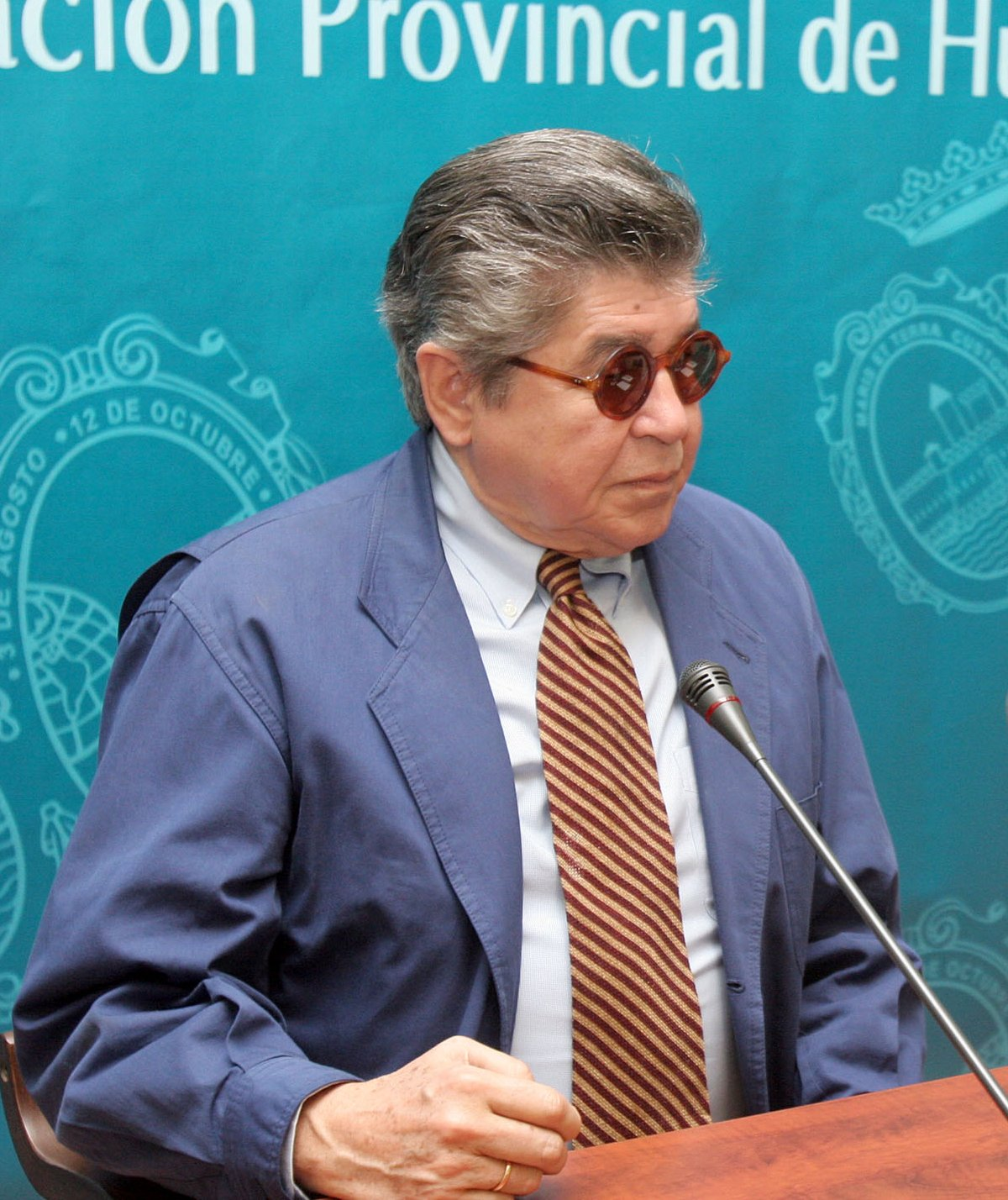
Alfredo Bryce Echenique (2005)

Alfredo Bryce Echenique – Jurist, Literaturwissenschaftler und Urenkel eines peruanischen Staatspräsidenten, der in Frankreich studierte und seit 1984 meist in Spanien lebt – verfasste nach seinem Welterfolg Un mundo para Julius (1970; dt. „Eine Welt für Julius“, 2002), der den Niedergang einer reichen Oberschichtfamilie aus der Perspektive eines Jungen beschreibt, über 20 weitere Werke teils in experimenteller Prosa. „Eine Welt für Julius“ zeichnet ein Porträt einer dekadenten peruanischen Bourgeoisie, deren Banalitäten und Abgründe ein verwöhnter und zugleich vernachlässigter, aber von der Dienerschaft geliebter Fünf- bis Fünfzehnjähriger staunend, dann immer mehr erschreckt registriert. Der Entwicklungsroman trägt teils autobiographische Züge und verzichtet auf jede soziale Anklage. Echenique gilt als erster peruanischer Vertreter der Postmoderne. Seine Themen sind Wahn, Depression und Sehnsucht nach Liebe.
Die Literatur der 1980er Jahre (Generación del 80) spiegelte die Enttäuschung über die ausbleibende soziale Revolution, die chaotischen Verhältnisse und die Gewalt im Lande, insbesondere in Lima, sowie die zunehmend prekäre Lage der Marginalisierten. In dieser Zeit entstanden neue Subgenres, experimentelle Schreibweisen und Publikationsformen. Vargas Llosa entwickelte einen hingegen neuen, einfacheren Stil und kritisierte verstärkt die linksradikalen Terrororganisationen. Seine Gesellschaftskritik kleidet er auch in die Form des Kriminalromans (Wer hat Palomino Molero umgebracht?, dt. 1988). Cronwell Jara (* 1949), Alfredo Pita (* 1948) und Alonso Cueto (* 1954) verfassten in dieser Zeit ihre ersten Romane und Erzählungen. Cueto erhielt im Jahr 2000 den Anna Seghers-Preis. Zwischen melancholischer Erkundung des Alltags und innovativen Experimenten schwankt die Lyrik des seit 2000 in den USA lebenden Eduardo Chirinos (1960–2016).
In den 1990er Jahren gerieten die experimentellen Ansätze der 1970er und 1980er Jahre rasch in Vergessenheit. Während der Herrschaft Alberto Fujimoris dominierten der individualistische Ästhetizismus, repräsentiert beispielsweise durch die heute in Frankreich lebende Patricia de Souza (* 1964), und der „schmutzige Realismus“, vertreten durch Jaime Bayly (* 1965). Sergio Bambaren wurde durch den romantisch-gefühlvollen Bestseller „Der träumende Delphin“ (dt. 1999) international bekannt. Ein populärer Lyriker ist Alfredo Herrera (* 1965), der mit 21 Jahren seinen ersten Gedichtband veröffentlichte und als Student den Premio Poeta Joven del Perú erhielt.

## 21. Jahrhundert
Die Bevölkerung Limas ist von 2000 bis 2020 durch den Exodus der Landbevölkerung um ca. 50 Prozent auf etwa 9 Millionen angewachsen; etwa jeder dritte Peruaner lebt heute hier. Die Zuwanderung begünstigt die urbane Hybridisierung der Kulturen, aber auch die Entstehung sozialer Spannungen am Rande der Agglomeration, während das Land weiter verarmt. So gewinnen politische und soziale Themen wieder an Bedeutung. Die Erfahrung der Gegenwart als „permanente, alle gesellschaftlichen Bereiche ergreifende und in konstanter Radikalisierung erscheinende Katastrophe“ zieht sich wie auch in den zweiten Hälfte des 20. Jahrhunderts als roter Faden durch die öffentlichen Debatten der peruanischen Öffentlichkeit. Stilistisch und inhaltlich lassen sich die jüngeren Generationen peruanischer Dichter nicht auf einem einheitlichen Nenner bringen, doch ist die „Abkehr von direkt ausformulierten politischen Inhalten zugunsten des ironischen Umgangs mit gesellschaftlichen Fragestellungen zu erkennen“.
Bei den älteren Autoren steht die Vergangenheitsbewältigung oft noch im Vordergrund. Santiago Roncagliolo, der längere Zeit im mexikanischen Exil lebte, befasste sich in verschiedenen Werken mit dem Terror des Sendero Luminoso im Osten des Landes und dem staatlichen Gegenterror unter Fujimori. Sein Thriller Abril rojo(2006, dt.: „Roter April“, 2008) mit seiner bizarren Hauptgestalt bewegt sich auf der Grenze zum Magischen Realismus. Vargas Llosa behandelte historische Themen aus der Kolonialzeit bzw. aus der Zeit der lateinamerikanischen Diktaturen („Das Fest des Ziegenbocks“, dt. 2011; „Der Traum des Kelten“, dt. 2011; „Harte Jahre“, dt. 2020) oder die Manipulation der Presse und den Verfall des alten Lima unter Fujimori (Cinco esquinas, 2016). 2007 war Vargas Llosa Gast des Literaturfestivals Berlin. Auch Renato Cisneros (* 1976) setzte sich in seinem Roman La distancia que nos separa (2015) mit der Zeit der Diktatur und der Rolle und dem Privatleben seines Vaters, des Generals und Innenministers Luis Federico Cisneros, wie auch mit seiner eigenen Rolle als Vater auseinander (dt.: „Die Entfernung, die uns trennt“, 2019). Claudia Salazar Jiménez (* 1976), die in den USA lebt und mehrere Anthologien herausgegeben hat, behandelt in ihrem Roman La sangre de la aurora (2013), dessen Handlung in den 1980er Jahren angesiedelt ist, den Zusammenhang zwischen terroristischer Gewalt, Ethnizität und Geschlecht. Im Mittelpunkt stehen die Quechua-Frauen und ihr Widerstand gegen Terroristen und Militär. Der Stoff des Romans beruht zum Teil auf Anhörungen der peruanischen Wahrheitskommission. 2014 erschien ihr historischer Roman 1814, año de la Independencia über eine frühe Aufstandsbewegung gegen die Kolonialherrschaft im Süden Perus.
In Deutschland leben der Lyriker und Romanautor Melacio Castro (* 1947) und der Elektronikingenieur, Romanautor und Erzähler Erasmo Cachay (* 1977), der seine Bücher in Spanien publiziert. Sein Buch Después del nuevo amanecer (2017) handelt von der Korruption der in Lateinamerika tätigen multinationalen Konzerne.

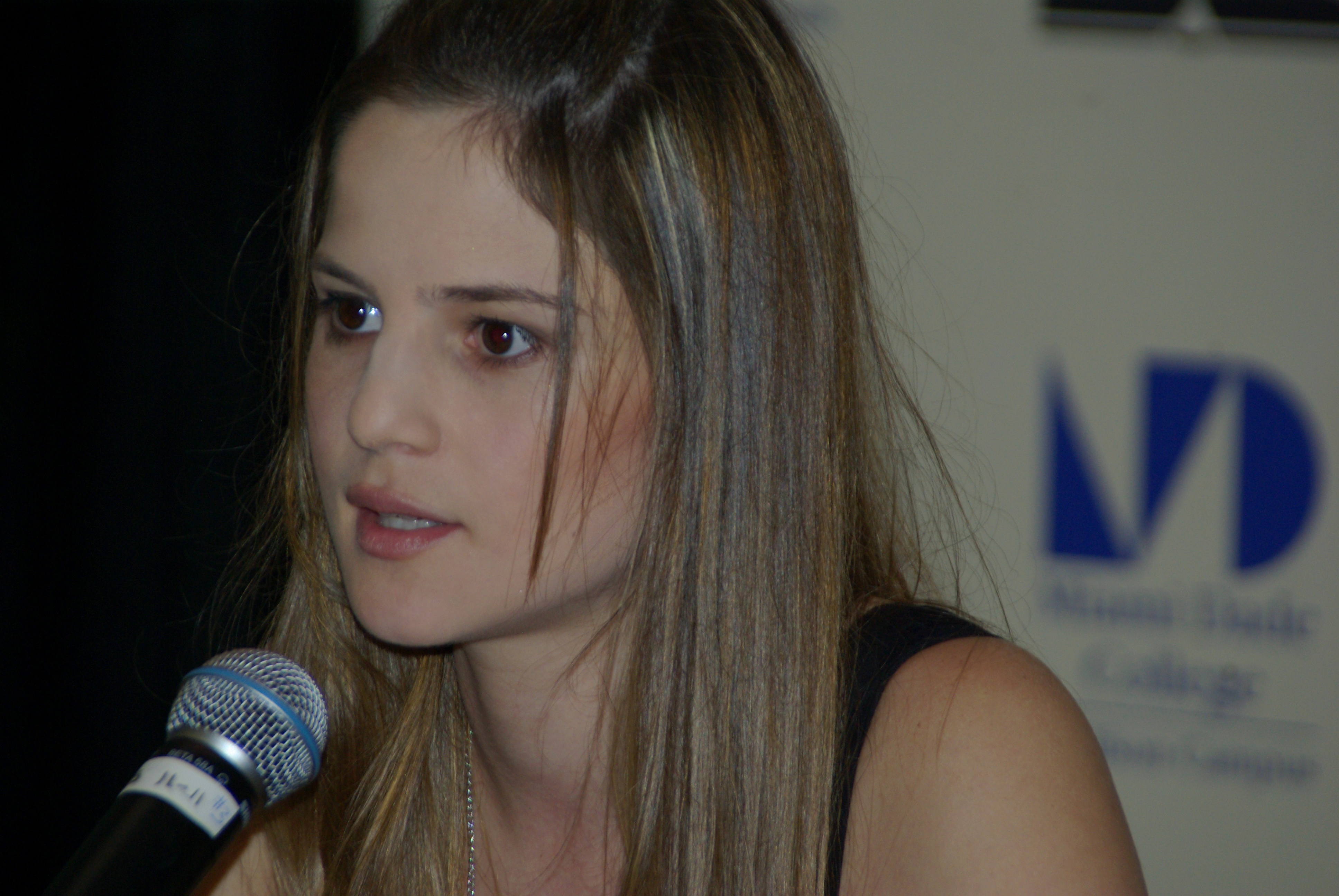
Silvia Núñez del Arco auf der Literaturmesse Miami 2011

Zu den nach 1980 geborenen Autoren, deren Werke ins Deutsche übersetzt wurden, zählt Juan Gómez Bárcena (El cielo de Lima 2014, dt.: „Der Himmel von Lima“). Seit den 1990er Jahren wächst auch die Zahl der Autoren, die wie die Lyrikerin Dida Aguirre García in Quechua (und in spanischer Sprache) schreiben.
Neben den andinen und urbanen Themen des 20. Jahrhunderts gewinnen neue Themen und Formate an Bedeutung: der Kriminalroman, Science-Fiction oder erotische Literatur, die durch Silvia Núñez del Arco (* 1988) vertreten ist. Diese ist verheiratet mit dem wegen des exzessiven Hedonismus seiner Bücher umstrittenen bisexuellen peruanisch-amerikanischen Autor und Fernsehjournalisten Jaime Bayly (* 1965). Zwei seiner Romane dienten als Vorlage für internationale Filme.
2009 wurde die Casa de la Literatura Peruana gegründet, die seit 2010 den Premio Casa de la Literatura Peruana vergibt. Auch international erzielten peruanische Autoren beachtliche Erfolge. Die Entwicklung des nationalen Buchmarktes wird jedoch durch den immer noch relativ geringen Anteil städtischer Mittelschichten, die Verarmung der Peripherie, die Abwanderung von Autoren nach Europa und in die USA sowie durch die Verbreitung von Raubdrucken behindert.